# Okres Sense
Okres Sense (německy Bezirk Sense) je jedním z 7 okresů v kantonu Fribourg ve Švýcarsku. Administrativním centrem okresu je Tafers.
Je jediným okresem kantonu Fribourg, jehož úředním jazykem je výhradně němčina.

## Geografie
Okres je pojmenován podle řeky Sense, která tvoří většinu jeho východní hranice s kantonem Bern. Okresem Sense protékají také řeky Gérine a Gottéron, jejichž prameny se stejně, jako pramen řeky Sense, nacházejí v oblasti zvané Senseoberland. Ta se nachází v jižní části okresu a patří k předalpským oblastem Fribourgu. Sever a západ jsou naopak hustě osídlené a patří k aglomeracím Bernu nebo Fribourgu.
Nejnižší bod okresu Sense se nachází u řeky Sány v obci Bösingen v nadmořské výšce 486 m a nejvyšší bod v obci Plaffeien na hoře Schafberg v nadmořské výšce 2235 m.

## Seznam obcí
| Znak             | Název obce       | Počet obyvatel (31. 12. 2023) | Rozloha (km²) | Hustota zalidnění (obyv./km²) |
| ---------------- | ---------------- | ----------------------------- | ------------- | ----------------------------- |
| Bösingen         | Bösingen         | 3341                          | 14,32         | 233                           |
| Brünisried       | Brünisried       | 700                           | 3,25          | 215                           |
| Düdingen         | Düdingen         | 8939                          | 30,76         | 291                           |
| Giffers          | Giffers          | 1684                          | 5,22          | 323                           |
| Heitenried       | Heitenried       | 1403                          | 9,13          | 154                           |
| Plaffeien        | Plaffeien        | 3668                          | 66,51         | 55                            |
| Plasselb         | Plasselb         | 1059                          | 18,16         | 58                            |
| Rechthalten      | Rechthalten      | 1152                          | 7,30          | 158                           |
| Schmitten        | Schmitten        | 4300                          | 13,49         | 319                           |
| St. Silvester    | St. Silvester    | 1014                          | 7,04          | 144                           |
| St. Ursen        | St. Ursen        | 1441                          | 15,72         | 92                            |
| Tafers           | Tafers           | 7900                          | 41,35         | 191                           |
| Tentlingen       | Tentlingen       | 1358                          | 3,61          | 376                           |
| Ueberstorf       | Ueberstorf       | 2400                          | 16,11         | 149                           |
| Wünnewil-Flamatt | Wünnewil-Flamatt | 5722                          | 13,27         | 431                           |
| Celkem (15)      | Celkem (15)      | 46 081                        | 265,24        | 174                           |